# Championnats du monde de patinage artistique 1914
Navigation
Mondiaux 1913 Mondiaux 1922
Les championnats du monde de patinage artistique 1914 ont lieu du 24 au 25 janvier 1914 à Saint-Moritz en Suisse pour les Dames et les Couples, et du 21 au 22 février 1914 sur le port nord gelé d'Helsingfors dans l'Empire russe pour les Messieurs.  
Ces mondiaux de patinage artistique sont les derniers avant la Première Guerre mondiale.
Pour la première fois aux mondiaux, plus de dix patineurs participent à la compétition individuelle masculine.

## Podiums
| Épreuves                      | Or                                    | Argent                           | Bronze                          |
| ----------------------------- | ------------------------------------- | -------------------------------- | ------------------------------- |
| Messieurs résultats détaillés | Gösta Sandahl                         | Fritz Kachler                    | Willy Böckl                     |
| Dames résultats détaillés     | Opika von Méray Horváth               | Angela Hanka                     | Phyllis Johnson                 |
| Couples résultats détaillés   | Ludowika Jakobsson / Walter Jakobsson | Helene Engelmann / Karl Mejstrik | Christa von Szabó / Leo Horwitz |

## Tableau des médailles
| Rang  | Nation      | Or | Argent | Bronze | Total |
| ----- | ----------- | -- | ------ | ------ | ----- |
| 1     | Hongrie     | 1  | 0      | 0      | 1     |
| 1     | Finlande    | 1  | 0      | 0      | 1     |
| 1     | Suède       | 1  | 0      | 0      | 1     |
| 4     | Autriche    | 0  | 3      | 2      | 5     |
| 5     | Royaume-Uni | 0  | 0      | 1      | 1     |
| Total | Total       | 3  | 3      | 3      | 9     |

## Détails des compétitions

### Messieurs
| Rang    | Nom                | Nation   | Places | Points | Fig. impo. | Prog. libre |
| ------- | ------------------ | -------- | ------ | ------ | ---------- | ----------- |
| 1       | Gösta Sandahl      | Suède    | 12     | 430.70 | 3          | 1           |
| 2       | Fritz Kachler      | Autriche | 17     | 416.05 | 1          | 9           |
| 3       | Willy Böckl        | Autriche | 17     | 415.30 | 4          | 3           |
| 4       | Ernst Oppacher     | Autriche | 20     | 412.20 | 7          | 2           |
| 5       | Andor Szende       | Hongrie  | 27     | 405.45 | 2          | 7           |
| 6       | Ivan Malinine      | Russie   | 30     | 399.55 | 5          | 5           |
| 7       | Gillis Grafström   | Suède    | 32     | 390.85 | 6          | 8           |
| 8       | Harald Rooth       | Suède    | 36     | 386.45 | 10         | 4           |
| 9       | Richard Johansson  | Suède    | 38     | 382.20 | 9          | 5           |
| 10      | Erwin Schwarzböck  | Autriche | 48     | 361.80 | 8          | 10          |
| 11      | Martin Stixrud     | Norvège  | 55     | 337.40 | 11         | 12          |
| 12      | Björnsson Schauman | Finlande | 58     | 329.05 | 12         | 11          |
| 13      | Sergei Wanderfliet | Russie   | 64     | 272.85 | 13         | 13          |
| Forfait | Sakari Ilmanen     | Finlande |        |        |            |             |

### Dames
| Rang | Nom                     | Nation      | Places | Points | Fig. impo. | Prog. libre |
| ---- | ----------------------- | ----------- | ------ | ------ | ---------- | ----------- |
| 1    | Opika von Méray Horváth | Hongrie     | 6      | 273.10 |            |             |
| 2    | Angela Hanka            | Autriche    | 10     | 254.20 |            |             |
| 3    | Phyllis Johnson         | Royaume-Uni | 18     | 242.45 |            |             |
| 4    | Thea Frenssen           | Allemagne   | 22     | 233.95 |            |             |
| 5    | Gisela Reichmann        | Autriche    | 24.5   | 231.75 |            |             |
| 6    | Anna Lisa Allardt       | Finlande    | 24.5   | 229.50 |            |             |
| 7    | Ksenia Caesar           | Russie      | 35     | 210.35 |            |             |
| 8    | Ramsay Salmon           | Suède       | 41     | 178.85 |            |             |
| 9    | Irene Lawley            | Royaume-Uni | 44     | 153.25 |            |             |

### Couples
| Rang | Nom                                   | Nation    | Places | Points |
| ---- | ------------------------------------- | --------- | ------ | ------ |
| 1    | Ludowika Jakobsson / Walter Jakobsson | Finlande  | 7      |        |
| 2    | Helene Engelmann / Karl Mejstrik      | Autriche  | 11     |        |
| 3    | Christa von Szabó / Leo Horwitz       | Autriche  | 12     |        |
| 4    | Thea Frenssen / Julius Vogel          | Allemagne | 20     |        |
| 5    | Alexia Bryn / Yngvar Bryn             | Norvège   | 25     |        |